# Danh sách Toàn quyền Đông Dương
Dưới đây là danh sách các Toàn quyền Đông Dương, xếp theo trật tự thời gian đảm nhiệm chức vụ, tính từ tháng 11 năm 1887 đến tháng 8 năm 1945.
| STT | Tên                                    | Thời gian đảm nhiệm                                                               | Sinh-Mất         | Ghi chú                                               |
| --- | -------------------------------------- | --------------------------------------------------------------------------------- | ---------------- | ----------------------------------------------------- |
| 1   | Jean Antoine Ernest Constans           | 16 tháng 11 năm 1887 – 4 tháng 9 năm 1888                                         | 1833–1913        |                                                       |
| 2   | Étienne Antione Guillaume Richaud      | 8 tháng 9, 1888 – 30 tháng 5 năm 1889                                             | 1841–1889        |                                                       |
| 3   | Jules Georges Piquet                   | 31 tháng 5 năm 1889 – 20 tháng 4 năm 1891                                         | 1839–1923        |                                                       |
| #   | Bideau                                 | 12 tháng 4, 1891 – 26 tháng 6, 1891                                               |                  | tạm quyền                                             |
| 4   | Jean Marie Antoine de Lanessan         | 26 tháng 6, 1891 – 29 tháng 12 năm 1894                                           | 1843–1919        |                                                       |
| #   | Léon Jean Laurent Chavassieux          | 10 tháng 3, 1894 – 26 tháng 10 năm 1894                                           | 1848–1895        | tạm quyền cho Lanessan                                |
| #   | François Pierre Rodier                 | 29 tháng 12, 1894 – 15 tháng 3 năm 1895                                           | 1854 – thế kỷ 20 | tạm quyền                                             |
| 5   | Paul Armand Rousseau                   | 15 tháng 3, 1895 – 9 tháng 12 năm 1896 (chết)                                     | 1835–1896        |                                                       |
| #   | Augustin Juline Fourès                 | 21 tháng 10, 1895 – 14 tháng 3 năm 1896                                           | 1853 – thế kỷ 20 | tạm quyền cho Rousseau về Pháp                        |
| #   | Augustin Juline Fourès                 | 10 tháng 12, 1896 – 13 tháng 2 năm 1897                                           | 1853 – thế kỷ 20 | tạm quyền                                             |
| 6   | Joseph Athanase Paul Doumer            | 13 tháng 2 năm 1897 – tháng 10, 1902                                              | 1857–1932        |                                                       |
| #   | Augustin Juline Fourès                 | 29 tháng 9, 1898 – 24 tháng 1 năm 1899                                            | 1853 – thế kỷ 20 | tạm quyền cho Doumer về Pháp lần thứ nhất             |
| #   | Broni                                  | 16 tháng 2, 1901 – 20 tháng 8 năm 1901 14 tháng 3, 1902 – 15 tháng 10 năm 1902    |                  | tạm quyền cho Doumer về Pháp lần thứ hai và ba        |
| 7   | Jean Baptiste Paul Beau                | 15 tháng 10, 1902 – 25 tháng 6 năm 1908                                           | 1857–1927        |                                                       |
| #   | Broni                                  | 1 tháng 7 năm 1905 – 6 tháng 12 năm 1905 28 tháng 7 năm 1906 – 2 tháng 1 năm 1907 |                  | tạm quyền cho Beau về Pháp hai lần                    |
| #   | Louis Alphonse Bonhoure                | 28 tháng 2, 1907 – 23 tháng 9 năm 1908                                            | 1865–1909        | tạm quyền cho Beau về Pháp lần thứ ba                 |
| 8   | Antony Wladislas Klobukowski           | 24 tháng 9, 1908 – 31 tháng 5 năm 1911                                            | 1855–1934        |                                                       |
| #   | Albert Jean George Marie Louis Picquié | 13 tháng 1 năm 1910 – 11 tháng 6, 1910                                            |                  | tạm quyền cho Klobukowski về Pháp lần thứ nhất        |
| 9   | Albert Jean George Marie Louis Picquié | Tháng 1, 1910 – tháng 2, 1911                                                     | 1853–1917        |                                                       |
| #   | Paul Louis Luce                        | 17 tháng 2, 1911 – 15 tháng 11, 1911                                              |                  | tạm quyền                                             |
| 10  | Albert Pierre Sarraut                  | 15 tháng 11, 1911 – 4 tháng 1 năm 1914                                            | 1872–1962        | lần thứ nhất                                          |
| #   | Joost van Vollenhoven                  | 4 tháng 1, 1914 – 5 tháng 3 năm 1915                                              | 1877–1918        | tạm quyền                                             |
| 11  | Ernest Nestor Roume                    | 5 tháng 3, 1915 – 6 tháng 11 năm 1916                                             | 1858–1941        |                                                       |
| #   | Jean Eugène Charles                    | 23 tháng 5, 1916 – 22 tháng 1 năm 1917                                            |                  | tạm quyền                                             |
| 12  | Albert Pierre Sarraut                  | 22 tháng 1, 1917 – 9 tháng 12 năm 1919                                            | 1872–1962        | lần thứ hai                                           |
| #   | Maurice Antoine François Montguillot   | 22 tháng 5, 1919 – 19 tháng 2 năm 1920                                            | 1874 – thế kỷ 20 | tạm quyền lần thứ nhất                                |
| 13  | Maurice Long                           | 20 tháng 2, 1920 – 15 tháng 3 năm 1923 (chết)                                     | 1866–1923        |                                                       |
| #   | Gallen                                 | 18 tháng 11, 1920 – 31 tháng 3 năm 1921                                           |                  | tạm quyền cho M. Long về Pháp lần thứ nhất            |
| #   | François Marius Baudouin               | 15 tháng 4 năm 1922 – 9 tháng 8 năm 1923                                          |                  | tạm quyền cho M. Long về Pháp                         |
| 14  | Martial Henri Merlin                   | 10 tháng 8 năm 1923 – 27 tháng 7 năm 1925                                         | 1860–1935        |                                                       |
| #   | Maurice Antoine François Montguillot   | 23 tháng 4, 1925 – 18 tháng 11 năm 1925                                           | 1874 – thế kỷ 20 | tạm quyền lần thứ hai cho Merlin về Pháp              |
| 15  | Alexandre Varenne                      | 18 tháng 11 năm 1925 – 22 tháng 8 năm 1928                                        | 1870–1947        |                                                       |
| #   | Pierre Marie Antoine Pasquier          | 4 tháng 10 năm 1926 – 16 tháng 5 năm 1927                                         | 1877–1934        | tạm quyền cho Varenne về Pháp lần thứ nhất            |
| #   | Maurice Antoine François Montguillot   | 1 tháng 11, 1927 – 7 tháng 8 năm 1928                                             | 1874 – thế kỷ 20 | tạm quyền lần thứ ba cho Varenne về Pháp lần thứ hai  |
| #   | Eugène Jean Louis René Robin           | 7 tháng 8, 1928 – 26 tháng 12 năm 1928                                            |                  | tạm quyền thay Montguillot                            |
| 16  | Pierre Marie Antoine Pasquier          | 26 tháng 12, 1928 – 15 tháng 1 năm 1934 (chết)                                    | 1874 – thế kỷ 20 |                                                       |
| #   | Eugène Jean Louis René Robin           | 1 tháng 12 năm 1930 – 30 tháng 6 năm 1931                                         |                  | tạm quyền (lần hai) cho Pasquier về Pháp lần thứ nhất |
| #   | Graffeuil                              | 4 tháng 1 năm 1934 – 23 tháng 7 năm 1934                                          |                  | tạm quyền cho Pasquier về Pháp lần thứ hai            |
| 17  | Eugène Jean Louis René Robin           | 23 tháng 7 năm 1934 – 9 tháng 9, 1936                                             |                  |                                                       |
| #   | Silvestre                              | 9 tháng 9 năm 1936 – 14 tháng 1 năm 1937                                          |                  | tạm quyền                                             |
| 18  | Joseph Jules Brévié                    | 14 tháng 1 năm 1937 – 19 tháng 5 năm 1940                                         | 1880–1964        |                                                       |
| #   | Graffeuil                              | 23 tháng 8 năm 1939 – 29 tháng 8 năm 1939                                         |                  | tạm quyền                                             |
| #   | Georges Catroux                        | 20 tháng 8 năm 1939 – 19 tháng 7 năm 1940                                         | 1877–1969        | tạm quyền, chính thức từ 20 tháng 5 năm 1940          |
| 19  | Jean Decoux                            | 19 tháng 7 năm 1940 – 9 tháng 3 năm 1945                                          | 1884–1963        |                                                       |
| 20  | Yuichi Tsuchihashi                     | 9 tháng 3 năm 1945 – 28 tháng 8 năm 1945                                          | 1891–1972        | Nhật loại Pháp                                        |
| 21  | Takeshi Tsukamoto                      | 9 tháng 3 năm 1945 – 15 tháng 8 năm 1945                                          |                  | thay cho Tsuchihashi                                  |